# Cabanelas (Mirandela)
Cabanelas is een plaats (freguesia) in de Portugese gemeente Mirandela en telt 421 inwoners (2001).